# Germania 7 donne a testa
Germania 7 donne a testa è un film del 1970, diretto da Paolo Cavallina e Stanislao Nievo.

## Critica
Il Dizionario Bolaffi del cinema italiano lo definisce un ampio documentario sulla Germania (...) non privo di efficaci analisi di costume.